# Sébastien Buada
Pas d'image ? Cliquez ici

a Compétitions nationales et continentales officielles uniquement.

Dernière mise à jour le 12 juin 2011.
Sébastien Buada, né le 30 avril 1977 à Narbonne (Aude), est un joueur de rugby à XV français qui évolue au poste de demi de mêlée. Il commence une carrière d'entraîneur en 2011 succédant à Patrick Arlettaz en tant qu'entraîneur des lignes arrière du RC Narbonne.

## Biographie
Après avoir fait ses débuts avec l'école de rugby du GAOBS Sud Minervois jusqu'à l'âge de treize ans, Sébastien Buada rejoint le RC Narbonne des minimes jusqu'aux cadets, club avec lequel il devient champion de France cadets Gaudermen en 1993. 
Il part ensuite poursuivre ses études à Grenoble et joue pour le FCGR pendant trois saisons avec lequel il remporte un titre de champion de France juniors Crabos en 1995, un challenge des Provinces (1995), et dispute les huitièmes de finale du championnat de France 1re division.
En 1996, il comptabilise six sélections avec l'équipe de France juniors FIRA dont quatre pendant la coupe du Monde à Brescia.
En 1997, il retourne au RC Narbonne pendant quatre saisons et participe à la finale malheureuse du bouclier européen contre les Harlequins en 2001. Durant cette période, il est appelé en équipe de France moins de 21 ans (1997) et en équipe de France universitaire (1999).
Il rejoint ensuite le Montpellier HR en 2001, club avec lequel il gagne un titre de champion de France de Pro D2 en 2003 ainsi qu'un bouclier européen en 2004. Ses bonnes performances lui valent d'être sélectionné pour participer aux tests d'évaluation de l'équipe de France en 2005.
En 2008, il retourne au RC Narbonne pour y finir sa carrière de joueur avant d'en être nommé l'entraîneur des lignes arrière au début de la saison 2011.
Après avoir occupé le poste de directeur du centre de formation narbonnais, il s'engage en tant qu'entraîneur des arrières au Biarritz olympique à partir de la saison 2023-2024.

## Carrière joueur

### Clubs
- Débuts à l'école de rugby du GAOBS Sud Minervois
- 1990-1994 : Racing club de Narbonne Méditerranée
- 1994-1997 : Football club de Grenoble rugby
- 1997-2001 : Racing club de Narbonne Méditerranée
- 2001-2008 : Montpellier Hérault rugby
- 2008-2011 : Racing club de Narbonne Méditerranée

### Internationale
- 2005 : participation aux tests d'évaluation de l'équipe de France
- 1999 : équipe de France universitaire
- 1997 : équipe de France moins de 21 ans
- 1996 : 6 sélections en équipe de France juniors FIRA dont 4 pendant la coupe du Monde à Brescia

### Palmarès

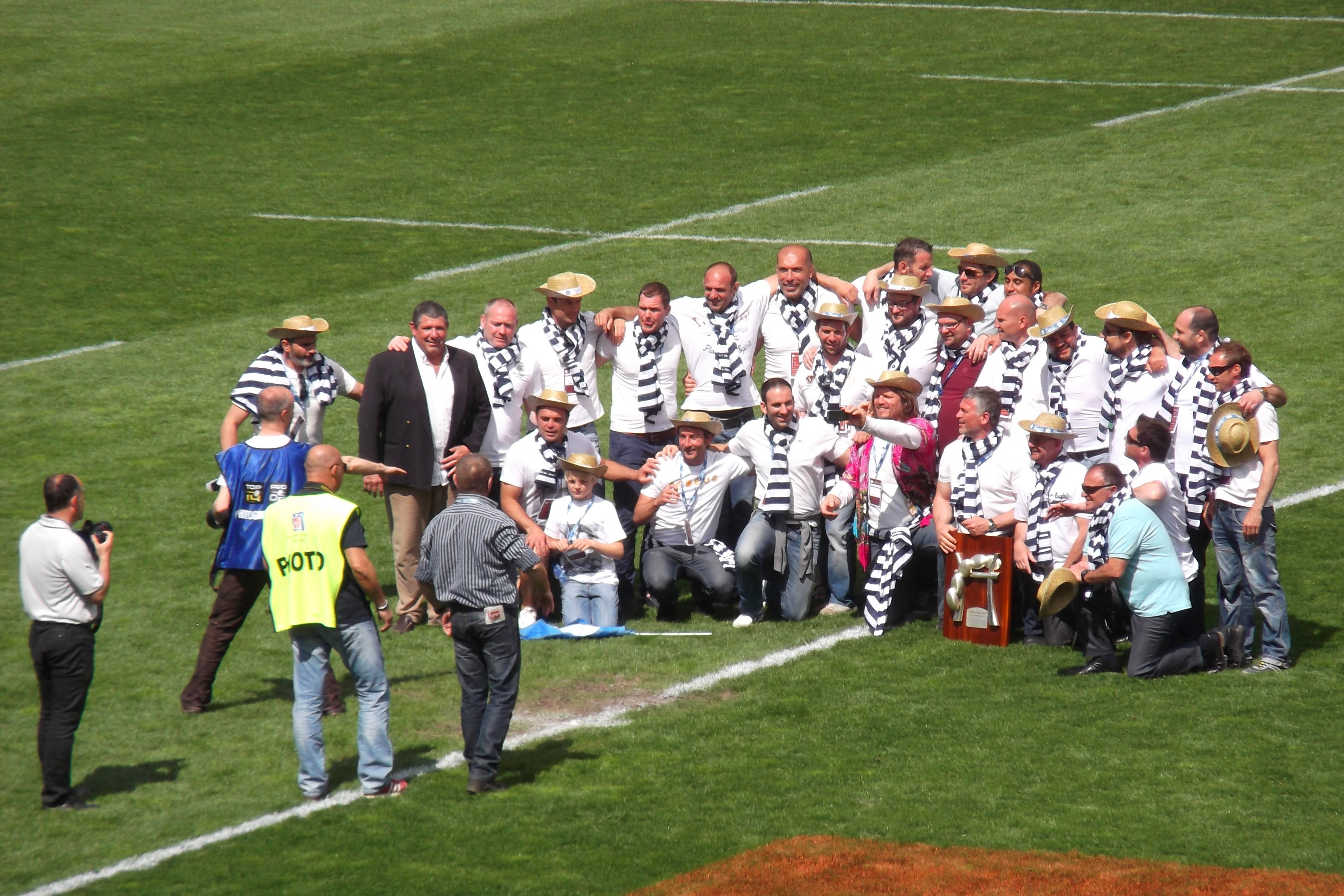
Les anciens de 2002-2003 du Montpellier Hérault rugby en mai 2013.

- Vainqueur du bouclier européen en 2004 avec le Montpellier HR
- Champion de France de Pro D2 en 2003 avec le Montpellier HR
- Champion de France juniors Crabos en 1995 avec le FC Grenoble
- Vainqueur du challenge des Provinces en 1995
- Champion de France cadets Gaudermen en 1993 avec le RC Narbonne

## Carrière entraîneur
- 2011-2013 : Racing club de Narbonne Méditerranée

Il est vice champion de France espoirs (poule accession) en 2021 avec le RC Narbonne.